# 珍小島
珍小島（ちんこじま）は、北海道虻田郡洞爺湖町にある陸繋島。洞爺湖内にあり、湖畔とは砂州でつながっている。

## 概要
周囲約200メートル、面積約2000平方メートルの無人島。洞爺湖の湖面からは1メートルほどの高さしかない。
島内には小道があり、2つの石碑と四等三角点「チンコ島」（標高84.1メートル）がある。
陸繋島であるが、洞爺湖の増水時には砂州が水没し島が孤立することがある。一説では、季節によっては歩いて渡れることから、珍しい小島の意味で名付けられたとされている。
付近の湖畔は「珍小島公園」として整備されている、2000年の有珠山噴火では地盤変動が珍小島周辺にも及び、断層跡が現在も公園内の段差として保存され、洞爺湖有珠山ジオパークのジオサイトとなっている。
周辺地区を珍小島地区または珍小島周辺地区と呼ぶことがある。2000年には、有珠山噴火により、珍小島地区の全員が避難した。
近隣にある北海道道2号洞爺湖登別線の歩道には当地に由来する「珍小島歩道橋」がある。

## その他
その地名の読みから、珍地名として紹介されることがある。
2019年10月に放送された、テレビ朝日系のドラマ「相棒」season18の初回スペシャルのロケ地となった。